# Louis Castex
Louis Castex (Toulouse, 1946) é um engenheiro civil francês. Dirige e preside sucessivamente a várias instituições de ensino superior e de investigação, notadamente a Arts et Métiers ParisTech, o Institut national des sciences appliquées de Toulouse, a Commission des titres d'ingénieur e a Universidade de Toulouse.